# زملیانیچنه
زملیانیچنه (به لاتین: Zemlianychne) یک منطقهٔ مسکونی در اوکراین است که در شبه‌جزیره کریمه واقع شده‌است. زملیانیچنه ۳۳۰ متر بالاتر از سطح دریا واقع شده‌است.